# Meridiano 46 E
O meridiano 46 E é um meridiano que, partindo do Polo Norte, atravessa o Oceano Ártico, Europa, Ásia, África, Oceano Índico, Oceano Antártico, Antártida e chega ao Polo Sul.
Forma um círculo máximo com o Meridiano 134 W.
Começando no Polo Norte, o meridiano 46º Este tem os seguintes cruzamentos:
Cruzamentos:
| País, território ou mar | Notas                                                      |
| ----------------------- | ---------------------------------------------------------- |
| Oceano Ártico           |                                                            |
| Rússia                  | Ilha da Terra de Alexandra, Terra de Francisco José        |
| Oceano Ártico           | Mar de Barents                                             |
| Rússia                  | Península Kanin                                            |
| Oceano Ártico           | Golfo de Cheshkaya                                         |
| Rússia                  |                                                            |
| Geórgia                 |                                                            |
| Azerbaijão              |                                                            |
| Armênia                 |                                                            |
| Azerbaijão              | Exclave de Naquichevão                                     |
| Irão                    |                                                            |
| Iraque                  |                                                            |
| Irão                    | Cerca de 3 km                                              |
| Iraque                  | Cerca de 4 km                                              |
| Irão                    | Cerca de 3 km                                              |
| Iraque                  |                                                            |
| Irão                    |                                                            |
| Iraque                  |                                                            |
| Arábia Saudita          |                                                            |
| Iêmen                   |                                                            |
| Oceano Índico           | Golfo de Aden                                              |
| Somália                 | Somalilândia                                               |
| Etiópia                 |                                                            |
| Somália                 |                                                            |
| Oceano Índico           | Passa a oeste do atol Aldabra, Seicheles                   |
| Madagáscar              |                                                            |
| Oceano Índico           |                                                            |
| Oceano Antártico        |                                                            |
| Antártida               | Território Antártico Australiano, reclamado pela Austrália |